# Marino Selo
Marino Selo is een plaats in de gemeente Lipik in de Kroatische provincie Požega-Slavonië. De plaats telt 371 inwoners (2001).